# 1534
| [ Edytuj tabelę ]              | |
| Król Polski                    | - 1507 Zygmunt I Stary 1548 - 1530 Zygmunt II August 1572 |
| Współksiążęta Andory           | - 1534 Francisco de Urríes 1551 - 1517 Henryk II 1555 |
| Król Anglii                    | - 1509 Henryk VIII 1547 |
| Władca Azteków                 | - 1530 Pablo Xochiquentzin 1536 |
| Elektor Brandenburgii          | - 1499 Joachim I Nestor 1535 |
| Książę Bawarii                 | - 1508 Wilhelm IV 1550 - 1516 Ludwik X 1545 |
| Sułtan Brunei                  | - 1521 Abdul Kahar 1575 |
| Cesarz Chin                    | - 1521 Jiajing 1566 |
| Król Czech                     | - 1526 Ferdynand I Habsburg 1564 |
| Król Danii                     | - 1534 Chrystian III 1559 |
| Dalajlama                      | - 1475 Gendun Gjaco 1541 |
| Cesarz Etiopii                 | - 1508 Lybne Dyngyl 1540 |
| Król Francji                   | - 1515 Franciszek I 1547 |
| Król Hiszpanii                 | - 1516 Karol I 1556 |
| Hrabia Holandii                | - 1515 Karol I Habsburg 1555 |
| Szach Iranu                    | - 1524 Tahmasp I 1576 |
| Państwo Wielkich Mogołów       | - 1530 Humajun 1540 |
| Władca Inków                   | - 1533 Manco Inca 1545 |
| Lord Irlandii                  | - 1509 Henryk VIII Tudor 1542 |
| Cesarz Japonii                 | - 1526 Go-Nara 1557 |
| Kalif                          | - 1520 Sulejman I 1566 |
| Patriarcha Konstantynopola     | - 1522 Jeremiasz I 1545 |
| Władca Korei                   | - 1506 Chungjong 1544 |
| Wielki książę litewski         | - 1506 Zygmunt I Stary 1548 - 1530 Zygmunt August 1569 |
| Sułtan Maroka                  | - 1524 Abu al-Abbas Ahmad 1545 |
| Książę Mediolanu               | - 1521 Franciszek II 1535 |
| Senior Monako                  | - 1532 Honoriusz I 1581 |
| Wielki książę moskiewski       | - 1533 Iwan IV Groźny 1547 |
| Król Nawarry                   | - 1516 Henryk II 1555 |
| Król Norwegii                  | - 1534 Chrystian III 1559 |
| Sułtan Omanu                   | - 1529 Bakarat ibn Muhammad 1560 |
| Elektor Palatynatu             | - 1508 Ludwik V 1544 |
| Papież                         | - 1523 Klemens VII 1534 - 1534 Paweł III 1549 |
| Król Portugalii                | - 1521 Jan III 1557 |
| Książę w Prusach               | - 1525 Albrecht 1568 |
| Cesarz Rzymski (niemiecki)     | - 1519 Karol V Habsburg 1558 |
| Kapitanowie Regenci San Marino | - 1533 Camillo di Menetto Bonelli Melchiorre di Francesco Belluzzi 1534 - 1534 Pier Leone di Fabrizio Corbelli Giuliano di Marino Righi 1534 - 1534 Francesco di Simone Belluzzi Giacomo di Antonio Giannini 1535 |
| Elektor Saksonii               | - 1532 Jan Fryderyk I 1547 |
| Król Szkocji                   | - 1513 Jakub V 1542 |
| Król Szwecji                   | - 1521 Gustaw I Waza 1560 |
| Król Tajlandii                 | - 1534 Chaiya Racha Thirat 1546 |
| Sułtan Turków                  | - 1520 Sulejman Wspaniały 1566 |
| Doża Wenecji                   | - 1523 Andrea Gritti 1538 |
| Król Węgier                    | - 1526 Ferdynand I 1564 - 1526 Jan Zápolya 1540 |

Rok 1534 / MDXXXIV
stulecia: XV wiek ~
XVI wiek ~
XVII wiek

lata: 1524 «
1529 «
1530 «
1531 «
1532 «
1533 «
1534
» 1535
» 1536
» 1537
» 1538
» 1539
» 1544

## Wydarzenia w Polsce
- 6 stycznia-28 stycznia – w Piotrkowie obradował sejm[1].
- 3 marca lub 13 maja – Andrzejewo na Mazowszu uzyskało prawa miejskie.
- 30 listopada – w Piotrkowie rozpoczął obrady sejm[2].
- 13 grudnia – zebrał się sejm trzebiatowski, który zapoczątkował reformację na Pomorzu Zachodnim.
- Rozpoczęła się wojna polsko-moskiewska.
- Sejm polski odrzucił Korekturę Taszyckiego.
- Jutrosin otrzymał prawa miejskie.
- Szlachta zgromadzona na sejmiku w Środzie zażądała, aby księża nie zabraniali druku w języku polskim[3].

## Wydarzenia na świecie
- 16 marca – Anglia zerwała ostatecznie stosunki z Kościołem katolickim. Henryk VIII ogłosił się głową Kościoła w Anglii - Akt Supremacji.
- 23 marca – hiszpańscy konkwistadorzy pod dowództwem Francisca Pizarra zdobyli Cuzco.
- 5 kwietnia – po opuszczeniu murów opanowanego przez wyznawców ruchu niemieckiego miasta Münster przywódca anabaptystów Jan Matthijs i jego 30 towarzyszy zostali pojmani przez wojska biskupa Franza von Waldecka i następnie ścięci, a ich głowy, po wbiciu na pale umieszczono tak, aby były widoczne dla pozostających w mieście rebeliantów.
- 20 kwietnia:
  - Francuz Jacques Cartier wypłynął z Saint-Malo w poszukiwaniu zachodniej drogi morskiej do Azji.
  - W Tyburn powieszono Elizabeth Barton, nazywaną „mniszką z Kent” wraz z czterema poplecznikami.
- 10 maja – Jacques Cartier odkrył Nową Fundlandię.
- 13 maja – zwycięstwo wojsk heskich nad habsburskimi w bitwie pod Lauffen am Neckar.
- 9 czerwca – Jacques Cartier dopłynął do zatoki u ujścia Rzeki Św. Wawrzyńca w Ameryce Północnej.
- 29 czerwca – Jacques Cartier jako pierwszy Europejczyk wylądował na Wyspie Księcia Edwarda w Kanadzie.
- 24 lipca – Jacques Cartier ogłosił po wylądowaniu na półwyspie Gaspésie terytorium Kanady posiadłością Francji.
- 15 sierpnia – Ignacy Loyola założył Towarzystwo Jezusowe - zakon Jezuitów (został zaakceptowany przez papieża dopiero w 1540 roku).
- 13 października – Alessandro Farnese został papieżem i przybrał imię Pawła III.
- 18 października – wybuchła tzw. afera plakatów, uważana za początek reformacji we Francji.
- 6 grudnia – Sebastián de Belalcázar założył miasto Quito.
- Turcy Osmańscy zdobyli Bagdad.

## Urodzili się
- 15 lutego – Aleksander Sauli, włoski barnabita, biskup Alérii i Pawii, święty katolicki (zm. 1592)
- 19 marca – Józef Anchieta, hiszpański jezuita, misjonarz w Brazylii, święty katolicki (zm. 1597)
- 23 czerwca – Nobunaga Oda (jap. 織田信長), daimyō, japoński przywódca (zm. 1582)
- 1 lipca – Fryderyk II Oldenburg, król Danii i Norwegii (zm. 1588)

## Zmarli
- 25 września – Klemens VII, papież (ur. 1478)
- 25 listopada – Otto Brunfels, niemiecki teolog i naturalista, lekarz i botanik (ur. 1488)